# كوالا (أنمي)
كوالا (باليابانية: コアラボーイコッキィ، بالروماجي: Koara Bōi Kokki) هو مسلسل أنمي تلفزيوني من إخراج تاكاشي تانازاوا من إنتاج استوديو توب كافت ‏، عرض الأنمي في 4 اكتوبر عام 1984 واستمر عرضه حتى 21 مارس عام 1985، على تلفزيون طوكيو
قناة ميغا تي أو أن، وتكون من 26 حلقة.

## القصة
تدور أحداث القصة عن كوالا صغير اسمه روبير وأصدقائه وقريتهم المثالية في الأدغال الأسترالية، ويخوضون كل يوم مغامرات ممتعة.

## روابط خارجية
- كوالا على موقع IMDb (الإنجليزية)
- كوالا على موقع كينوبويسك (الروسية)
- كوالا على موقع ألو سيني (الفرنسية)
- كوالا على موقع قاعدة بيانات الفيلم (الإنجليزية)
- كوالا على موقع ANN anime (الإنجليزية)